# Wettersteinspitze
Wettersteinspitze är en bergstopp i Österrike. Den ligger i den västra delen av landet, 400 km väster om huvudstaden Wien. Toppen på Wettersteinspitze är 1 514 meter över havet.
Terrängen runt Wettersteinspitze är varierad. Närmaste större samhälle är Telfs, 16,5 km sydväst om Wettersteinspitze. 
I omgivningarna runt Wettersteinspitze växer i huvudsak barrskog. Runt Wettersteinspitze är det ganska tätbefolkat, med 80 invånare per kvadratkilometer.